# Shimba Hills National Reserve
Das Shimba Hills National Reserve ist ein 193 km² großes Naturschutzgebiet und liegt ungefähr 30 km südwestlich von Mombasa in Kenia. Es grenzt im Nordosten an das Mwaluganje Elephant Sanctuary, durch das sich das Wildschutzgebiet vergrößert.
Shimba Hills ist nur ungefähr 30 km vom bekannten Diani Beach entfernt. In dem Küstenklima beträgt der Jahresniederschlag 1200 mm. Die hügelige Landschaft erhebt sich von 130 bis 450 Meter über dem Meeresspiegel und ist geprägt durch Bergurwälder und saftig grüne Wiesen. Ernest Hemingway widmete der Landschaft seinen Roman „Die grünen Hügel Afrikas“.
Berühmt ist das Shimba-Hills-Nationalreservat wegen des gleichzeitigen Vorkommens von Pferde- und der seltenen Rappenantilopen. Daneben kommen Elefanten, Kaffernbüffeln und verschiedene Affen vor. Weiterhin wurden drei Massai-Giraffen angesiedelt, die sich jedoch bislang nicht weiter vermehrt haben. Übernachtungen im Reservat sind in der Shimba Hills Treetop Lodge, den Sable Bandas und auf vier Zeltplätzen möglich.
Aufgrund der hohen Elefantenpopulation wurde seit Anfang 2006 eine politisch und finanziell groß angelegte Umsiedlungsaktion von einigen Hundert Elefanten ins Rollen gebracht. Die Tiere werden im Norden des Tsavo-East-Nationalparks ausgewildert.

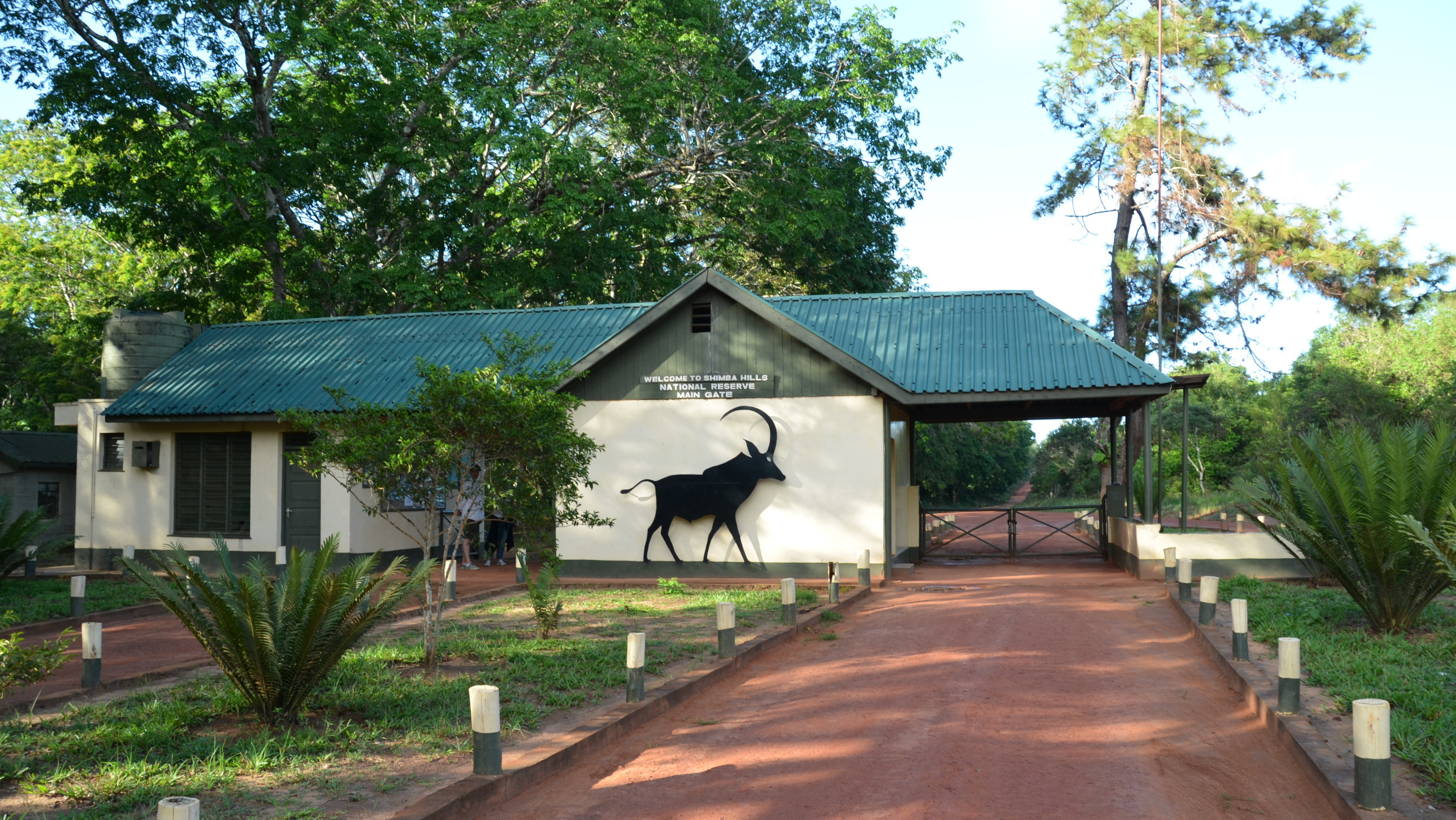
Haupteingang zum Reservat
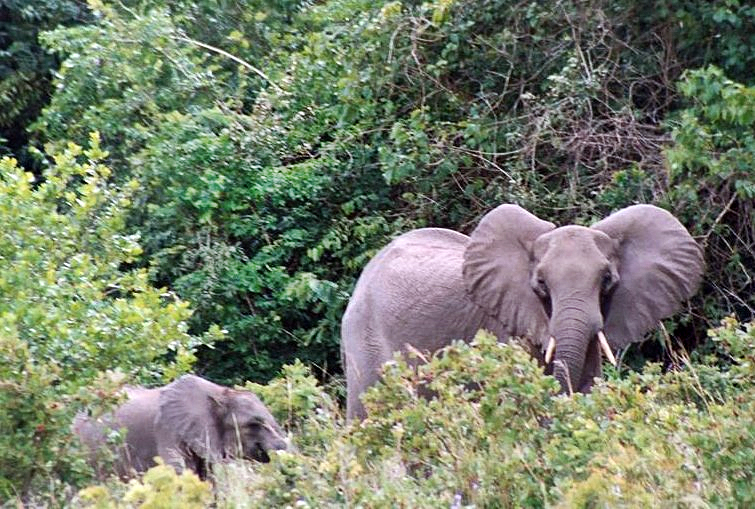
Elefanten im Reservat
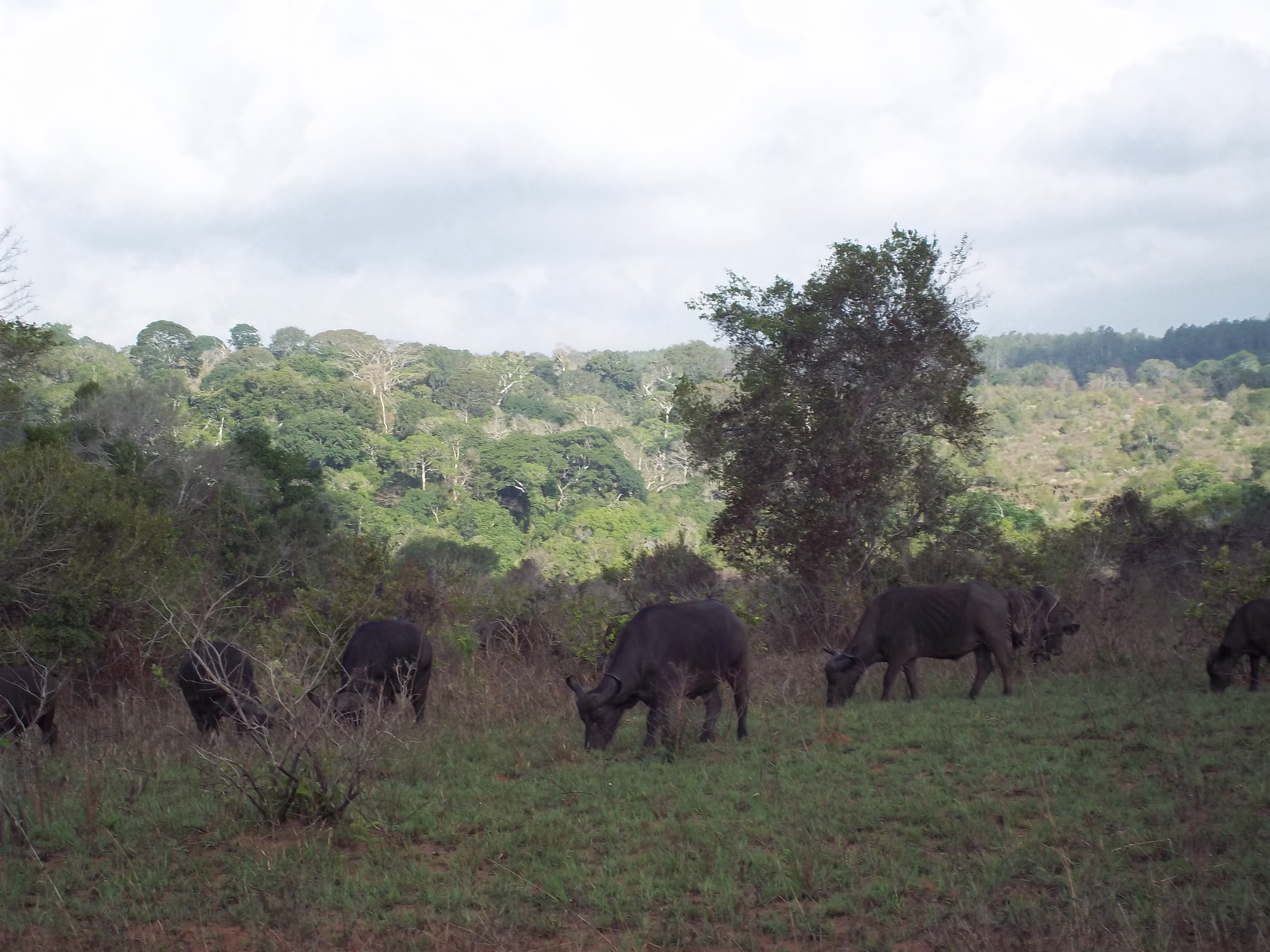
Büffel im Reservat
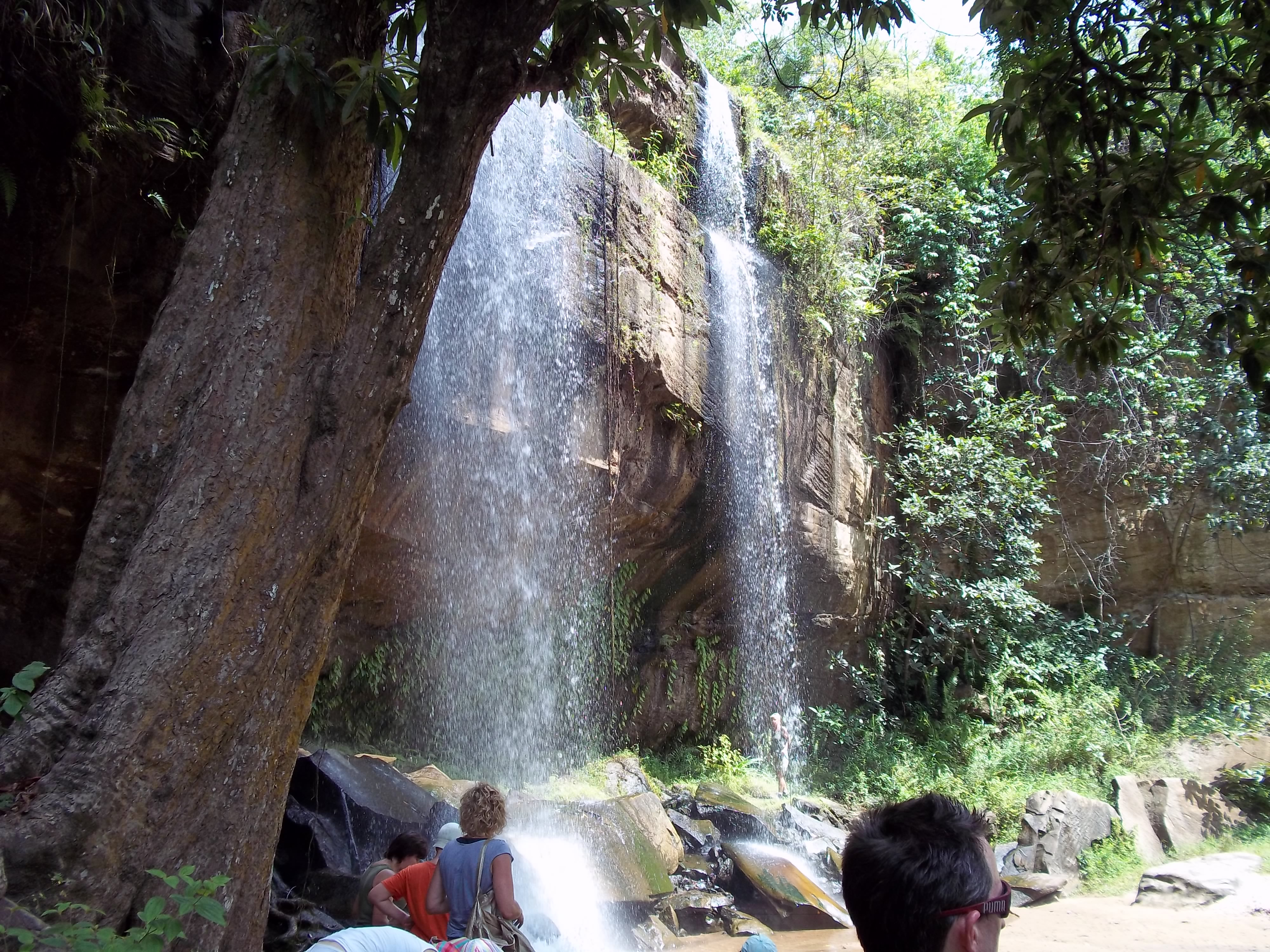
Sheldrick Falls